# Coelichneumon similior
Coelichneumon similior är en stekelart som beskrevs av Heinrich 1961. Coelichneumon similior ingår i släktet Coelichneumon och familjen brokparasitsteklar. Inga underarter finns listade i Catalogue of Life.